# يوفي ستابيا
يوفي ستابيا أو يوفنتوس ستابيا (بالإيطالية: Società Sportiva Juve Stabia)‏ هو نادي كرة قدم إيطالي مقره في كاستيلاماري دي ستابيا، بكامبانيا.